# Gnophos gouini
Gnophos gouini är en fjärilsart som beskrevs av John Charles Frémont 1927. Gnophos gouini ingår i släktet Gnophos och familjen mätare. Inga underarter finns listade i Catalogue of Life.